# حصار الموصل (1517)
وقع حصار الموصل (1517) عندما استولت الإمبراطورية العثمانية على المدينة من إيران الصفوية في عام 1517.

## الحصار
الصفوي أحمد بك أفشار كان في يد. ديار بكر بيلربي بيكلي محمد باشا، بدعم من بدير بك، قام بضم الموصل إلى الإمبراطورية العثمانية من أحمد باي أفشار 1517.